# Inga dysantha
Inga dysantha är en ärtväxtart som beskrevs av George Bentham. Inga dysantha ingår i släktet Inga och familjen ärtväxter. Inga underarter finns listade i Catalogue of Life.